# Ernst Trautwein
Ernst Trautwein (* 8. April 1936 in Füssen) ist ein ehemaliger deutscher Eishockeyspieler und -trainer. Er gehört zu den erfolgreichsten Spielern, die jemals aus dem EV Füssen hervorgegangen sind.

## Karriere
Ernst Trautwein begann seine Karriere als Eishockeyspieler in seiner Heimatstadt in der Nachwuchsabteilung des EV Füssen, mit dem er insgesamt achtmal (1956–1959, 1961, 1963–1965) deutscher Eishockeymeister wurde. Zudem gewann er 1964 mit seinem Heimatverein den Spengler Cup in Davos. In der Saison 1960/61 war er mit 34 Toren in 28 Spielen bester Torschütze in der Eishockey-Bundesliga.
Trautwein wurde wegen seiner entscheidenden Tore in den Olympia-Qualifikationsspielen gegen die DDR lange „DDR-Killer“ genannt. Er ist Mitglied der Hall of Fame Deutschland.
Zwischen Oktober 1969 und März 1970 war er deutscher Nationaltrainer und erreichte mit der Nationalmannschaft in 17 Spielen 14 Siege. Damit weist er bis heute den besten Punkteschnitt aller deutschen Nationaltrainer auf.
In der Saison 1980/81 übernahm er zwischenzeitlich das Traineramt bei seinem Heimatverein EV Füssen. In der Saison 1984/85 trainierte er den EA Kempten aus der 2. Eishockey-Bundesliga.

### International
Für Deutschland nahm Trautwein an den Olympischen Winterspielen 1956 in Cortina d’Ampezzo, 1960 in Squaw Valley und 1964 in Innsbruck teil. Zudem nahm er an neun Weltmeisterschaften teil. Insgesamt erzielte er in 111 Spielen 42 Tore für die Nationalmannschaft.

## Erfolge und Auszeichnungen
- Deutscher Meister (8×): 1956, 1957, 1958, 1959, 1961, 1963, 1964 und 1965 (jeweils mit dem EV Füssen)
- Deutscher Vizemeister (2×): 1960 und 1962 (jeweils mit dem EV Füssen)
- 1964 Spengler-Cup-Gewinn mit dem EV Füssen
- 1961 Bester Torschütze der Eishockey-Bundesliga (34 Tore)
- 10. März 1963 Verleihung des Silbernen Lorbeerblattes[2]